# Kalinga (provincie)
Kalinga is een provincie van de Filipijnen in het noorden van het eiland Luzon. De provincie maakt deel uit van CAR (Cordillera Administrative Region). De hoofdstad van de provincie is Tabuk. Bij de census van 2015 telde de provincie bijna 213 duizend inwoners.

## Geografie

### Bestuurlijke indeling
Kalinga bestaat uit 1 stad en 7 gemeenten.

#### Stad
- Tabuk

#### Gemeenten
| - Balbalan - Lubuagan - Pasil - Pinukpuk - Rizal - Tanudan - Tinglayan |

De stad en de gemeenten zijn weer verder onderverdeeld in 152 barangays.

## Demografie
Kalinga had bij de census van 2015 een inwoneraantal van 212.680 mensen. Dit waren 11.067 mensen (5,5%) meer dan bij de vorige census van 2010. Ten opzichte van de census van 2000 was het aantal inwoners gegroeid met 38.657 mensen (22,2%). De gemiddelde jaarlijkse groei in die periode kwam daarmee uit op 1,02%, hetgeen lager was dan het landelijk jaarlijks gemiddelde over deze periode (1,72%).

De bevolkingsdichtheid van Kalinga was ten tijde van de laatste census, met 212.680 inwoners op 3231,25 km², 65,8 mensen per km².

## Economie
Kalinga is een arme provincie. Uit cijfers van het National Statistical Coordination Board (NSCB) uit het jaar 2003 blijkt dat 52,0% (13.284 mensen) onder de armoedegrens leefde. In het jaar 2000 was dit 45,7%. Daarmee staat Kalinga 14de op de lijst van provincies met de meeste mensen onder de armoedegrens. Van alle 79 provincies staat Kalinga bovendien 9de op de lijst van provincies met de ergste armoede.